# Kanton Bordeaux-7
Kanton Bordeaux-7 (fr. Canton de Bordeaux-7) je francouzský kanton v departementu Gironde v regionu Akvitánie. Tvoří ho pouze část města Bordeaux.